# Орден Военных заслуг (Югославия)

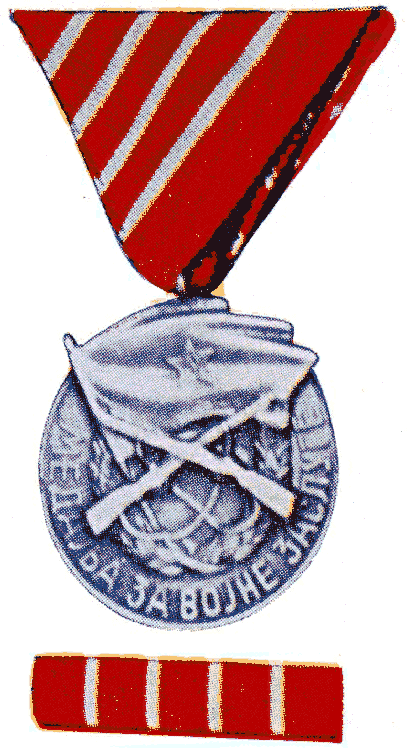
Медаль Военных заслуг

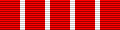
Лента медали Военных заслуг

Орден Военных заслуг (сербохорв. Орден за војне заслуге / Orden za vojne zasluge, макед. Орден на Воени заслуги, словен. Red za vojaške zasluge) — награда Социалистической Федеративной Республики Югославии. Вручалась за военные заслуги.

## Описание
Орден учреждён Президиумом Народной Скупщины Федеративной Народной Республики Югославии 29 декабря 1951 вместе с медалью. Орденом награждались старшие и высшие офицеры, которые своим примером и упорностью в работе развивали военное дело для достижения задач, поставленных воинским формированиям, или же создавали условия для достижения побед и грандиозных успехов, а также гражданский персонал воинских частей и военных организаций, которые благодаря своему личному примеру внесли свой вклад в развитие военного дела или помогли добиться выполнения важных заданий.
Законом от 1 марта 1961 были учреждены три степени ордена: I степень с большой звездой (награждены 2609 человек), II степень с золотыми мечами (награждён 24141 человек) и III степень с серебряными мечами (награждены 94684 человека). Медалью награждены 87699 человек.